# Benedetto Bandiera

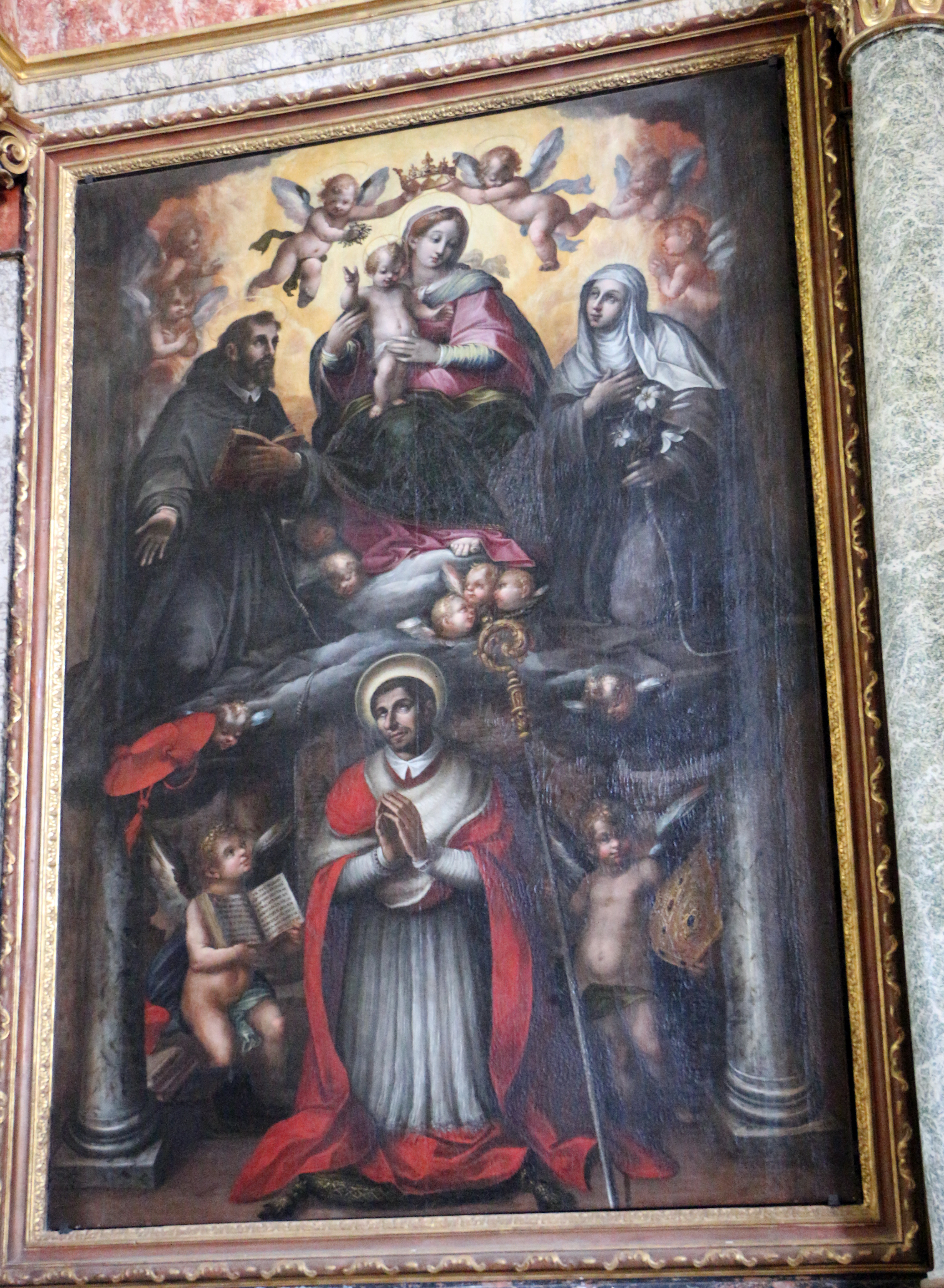
Madonna e Santi, Chiesa di San Francesco (Gubbio)

Benedetto Bandiera (Perugia, 1557 o 1560 – Perugia, 2 maggio 1634) è stato un pittore italiano del primo barocco.

## Biografia
Nacque a Perugia, dove dipinse nello stile di Federico Barocci. Dipinse affreschi nel convento adiacente alla Basilica di San Pietro di Perugia. Altri suoi dipinti sono nella chiesa e nel museo di San Francesco a Corciano.
Altre opere:
- Tre pale d'altare nella chiesa di Santa Caterina a Perugia
- Sant'Orsola, San Domenico, Perugia
- San Bonaventura, San Francesco, Perugia
- Vergine con Bambino, San Giovanni Battista, Palazzo Penna